# 张慧君
张慧君（1981年9月24日—），媒体记者，曾在中国中央电视台实习，毕业于河北大学。

## 履历
- 2001年考入河北大学工商学院[1]
- 2003年参加第53届世界小姐中国区总决赛[2]；
- 2005年获文学学士学位毕业。后于中国中央电视台实习期间曾在中国传媒大学非学历进修播音主持。
- 2005年12月出资70万合开北京君太慧嘉文化传媒有限公司，并任总经理；董事长为其父张久长。[3]
- 2011年“香港有线中国旅游与经济电视台执行台长”（第十一届全国政协第四次会议）
- 2012年与百泰投资有限公司、中国国际问题研究基金会三家以5000万元，成立了国智天道文化咨询有限公司，其网络平台为“国际网”。其中个人出资1900万（持股38%）、中国国际问题研究基金会出资1000万（持股20%）、百泰投资有限公司出资2100万（持股42%），并由她担任董事长。出资之后，百泰投资控制人林学荣担任了中国国际问题研究基金会副理事长
- 2013年“世界知识杂志记者”（第十二届全国人大第一次会议）
- 2018年“美国全美电视台执行台长”（第十三届全国人大第一次会议）[4]

## 事件
2018年3月，张慧君参与采访全国两会，在13日的部长通道环节中，因采访国资委主任肖亚庆时，受邻座的第一财经电视记者梁相宜翻白眼。此事发生于11点，12点传遍全网，12点半即有网友制作系列表情包，13点二人与其友人的微信关于此事的谈论被分别截图，同时网友纷纷自制cosplay视频以模仿二人，14点有网友人肉搜索出张慧君与梁相宜的家庭背景。又二人当时衣着一红一蓝，对比而成为了网络热点。关于两人的文章在各种网媒，尤其是微信公众号上层出不穷，在中国屡以“违规”为由而封锁。而张慧君曾经以一篇软文称“拒绝嫁入豪门，放弃了可以成为王妃的机会，而独自走上了成为女神的路”。 
美国全美电视台为直属《人民日報》海外網的美國頻道。两会期间，中央电视台微信号“央视微电影娱乐频道”则称其为该频道总编辑兼主持人。
她曾在中共十八大及中共十九大以中国旅游与经济电视台台长、世界知识杂志社记者、国际网总裁、中華人民共和國外交部相关机构人士等身份获提问机会，亦多次被其他媒体以两会花絮的方式报道。而她新浪微博的介绍，指为中国国际问题研究基金会理事、该基金会“国际网”首席执行官。这个国际问题研究基金理事会，是由中国原外交系统高官、自称民间智库的机构。国际网办公室人士回应自由亚洲电台记者时称，目前该机构已没有这个人；但其拒绝提供更多的资讯供查询。另有媒体查询到张与周永康之子周滨有关联。